# Менделюк, Джордж
Джордж Менделюк (англ. George Mendeluk; род. 20 марта 1948, Аугсбург, Бавария, Германия) — канадский теле- и кинорежиссер, продюсер и сценарист украинского происхождения. Член Гильдии режиссёров Канады.

## Биография
Джордж Менделюк родился 20 марта 1948 года в Аугсбурге, Германия в украинской семье. Выучил русский, украинский, французский и английский языки. Вместе в семьёй переехал в Канаду, где окончил Йоркский университет в Торонто со степенью бакалавра по специальности «Английский язык и гуманитарные науки».
Первые шаги в киноиндустрии начал делать в качестве сценариста в 1972 году, а в 1979 дебютировал как режиссёр с фильмом «Ледяная смерть». Впоследствии большую часть карьеры Менделюк снимал различные проекты для канадского телевидения. За свою работу над различными сериалами был пять раз номинирован на премию «Джемини».
В 2017 снял кинофильм «Горькая жатва», посвящённый Голодомору на Украине.
Как и многие украинцы, мои родители пережили невероятные страдания. Сегодня, наверное, нет ни одного украинца, который бы не знал про репрессии, казни, депортации и голод. Учитывая важность того, что произошло, и то, что за пределами Украины мало кто знает про эти события, эту историю геноцида нужно показать. Это важно сегодня.

## Избранная фильмография
Художественные фильмы
- 1979 — «Ледяная смерть» / Stone Cold Dead — режиссёр, продюсер, сценарист;
- 1980 — «Похищение президента» / The Kidnapping Of The President — режиссёр, продюсер;
- 2006 — «Считать погибшей» / Presumed Dead — режиссёр;
- 2006 — «Её роковой недостаток» / Her Fatal Flaw — режиссёр;
- 2007 — «На грани риска» /Secrets of an Undercover Wife — режиссёр, сценарист;
- 2017 — «Горькая жатва» / Bitter Harvest — режиссёр, продюсер, сценарист.

Телесериалы
- 1986—1988 — «Ночная жара» /Night Heat — режиссёр (2-4 сезоны: 11 эпизодов);
- 1987 — «Капитан Пауэр и солдаты будущего» / Captain Power and the Soldiers of the Future — режиссёр, эпизод «Wardogs» (1 сезон, 10 серия);
- 1988 — «Полиция Майами» / Miami Vice — режиссёр, эпизоды «Blood & Roses» и «Deliver Us from Evil» (4 сезон, 19 и 21 серии);
- 1989 — «Альфред Хичкок представляет» / Alfred Hitchcock Presents — режиссёр, эпизод «Skeleton in the Closet» (4 сезон, 10 серия);
- 1995 — «Горец» / Highlander: The Series — режиссёр, эпизод «Vendetta» (3 сезон, 11 серия);
- 1995 — «Строго на юг» / Due South — режиссёр, эпизод «The Deal» (1 сезон, 17 серия);
- 1995 — «Удивительные странствия Геракла» / Hercules: The Legendary Journeys — режиссёр, эпизоды «As Darkness Falls» и «The Other Side» (1 сезон, 6 серия и 2 сезон, 8 серия);
- 1998 — «Полтергейст: Наследие» / Poltergeist: The Legacy — режиссёр, эпизод «Hell Hath No Fury» (3 сезон, 10 серия);
- 1998—1999 — «Горец: Ворон» / Highlander: The Raven — режиссёр (1 сезон, 6, 8, 14, 16, 18, 20 и 22 серии);
- 1999 — «Золотые крылья Пенсаколы» / Pensacola: Wings of Gold — режиссёр, эпизод «Aces» (3 сезон, 12 серия);
- 2004 — «Собиратель душ» /The Collector — режиссёр, эпизоды «The Prosecutor», «The Yogi» и «The Miniaturist» (1 сезон, 2, 11 и 12 серии);
- 2006 — «Ромео!» /Romeo! — режиссёр, эпизод «The Price of Fame» (3 сезон, 8 серия).